# Al Jahra SC
L'Al-Jahra Sporting Club (en àrab نادي الجهراء الرياضي, Nādī al-Jahrāʾ ar-Riyāḍī, ‘Club Esportiu d'al-Jahra’) és un club de futbol de Kuwait de la ciutat de Jahra.
Va ser fundat el 1966 amb el nom Al-Shuhada, «els Màrtirs», adoptant l'actual nom el 1972.

## Palmarès
- Lliga kuwaitiana de futbol:[3]
  - 1990

- Copa Tishreen:
  - 2007

- Segona Divisió de Kuwait:
  - 1987-88, 2002-03